# Мележ Іван Павлович
Іва́н Па́влович Мележ (біл. Іван Паўлавіч Мележ; 8 лютого 1921, с. Глинище, Хойницький район, Гомельська область — 9 серпня 1976, Мінськ) — білоруський прозаїк, драматург, публіцист. Лауреат Літературної премії імені Якуба Коласа (1962). Лауреат Державної премії імені Якуба Коласа (1976).

## Біографія
Іван Мележ народився 8 лютого 1921 року в селянській родині: батько — Павло Федорович, мати — Марія Денисівна. У 1938 році з відзнакою закінчив школу в Хойниках. У 1939 році вступив до Московського інституту філософії, літератури та історії, на першому курсі був призваний до армії.
Влітку 1940 року брав участь у приєднанні Бессарабії і Буковини. Під час німецько-радянської війни воював під Миколаєвом, Лозовій, Ростовом-на-Дону, у 1941 році був поранений. У 1942 році закінчив курси політпрацівників і був відряджений до 51 стрілецької дивізії співробітником газети.
Після другого поранення Мележ був направлений до Білоруського державного університету, працював викладачем військової підготовки.
У 1945 році Іван Мележ заочно закінчив філологічний факультет Білоруського державного університету, вступив до аспірантури. Одночасно з навчанням працював в редакції журналу «Полымя». (Після закінчення аспірантури працював у Білоруському державному університеті старшим викладачем білоруської літератури, а також в редакції літературного журналу «Полымя».
З 1966 року секретар, у 1971-1974 роках заступник голови правління Спілки письменників. Був головою Білоруського комітету захисту миру, членом Всесвітньої ради миру.
У 1973 році Іван Мележ підписав Лист групи радянських письменників про Солженіцина і Сахарова.
9 серпня 1976 Іван Мележ помер від серцевого нападу. Похований на Східному кладовищі Мінська.

## Творчість
У 1939 році було опубліковано перший вірш І. Мележа «Радзіме». Перед війною його вірші друкувалися в газетах «Література і мистецтва» (біл. «Літаратура і мастацтва»), «Більшовик Полісся», у 1943 році в «Бугурусланській правді».
Перші оповідання написав у тбіліському шпиталі. У 1944 р. в газеті «Звязда» (укр. «Зірка») було опубліковане оповідання «Зустріч у шпиталі». У 1946 році видано перший збірник оповідань «У завірюху». У 1948 році вийшла друга збірка прози «Гарячий серпень». Автор роману «Мінський напрямок» (про німецько-радянську війну та повоєнний період), збірок прози «Близьке і далеке», «В горах дощі», «Що він за людина». Пробував себе в драматургії, найчастіше ставилася п'єса «Поки ви молоді». Центральне місце у творчості Івана Мележа займає трилогія «Поліська хроніка» («Люди на болоті», «Подих грози», «Заметіль, грудень»), дія якої відбувається в рідних для письменника місцях. У ній описано життя поліського села 1920-1930-х років — колективізація, розкуркулення. На думку поета Дмитра Ковальова, з великим талантом змальоване як історичне тло, так і стосунки героїв трилогії.

«У нього ґрунтовність, неквапливість, широта, багатоплановість справжнього романіста. Він суто по всьому цьому не лірик, хоча в його подробицях немає порожнечі, є глибока зібраність і зосередженість. Але дивно: в той же час він так захоплююче ліричний навіть в публіцистиці, навіть там, де громадянське начало подане прямо, безопосередньо. Думають, відчувають його герої поетично».
— Ковалёв Д. М.
За початковим задумом до «Поліської хроніки» повинні були увійти ще два романи («За осокою берег» и «Правда весни»), проте смерть письменника не дала здійснитися цим планам.
За творами І. Мележа поставлені спектаклі, зняті художні фільми. Мележ — автор ряду літературно-критичних статей, нарисів, публіцистичних виступів.

### Збірники оповідань
- «У заметіль» (1946)
- «Гарячий серпень» (1948)
- «Завжди попереду» (нарис, 1948)
- «Близьке і далеке» (1954)
- «У горах дощі» (1957)
- «Що він за людина» (1961)
- «Життєві турботи» (1975)
- «Білі вишні і яблуні» (1976)
- «Перша книга: Щоденники, зошити, із записників» (1977).

### Романи
- «Мінське напрямок» (1952, перероблене видання 1974)
- «Поліська хроніка» (трилогія):
  - «Люди на болоті» (1962)
  - «Подих грози» (1966)
  - «Заметіль, грудень» (1978)

### П'єси
- «Поки ви молоді» (1956, окреме видання у 1958, постановка у 1957)
- «Дні нашого народження» (опублікована і поставлена у 1958 році)
- «Хто прийшов уночі» (1959, окреме видання у 1966).

## Екранізації творів

### Телепостановки
Білоруське телебачення поставило виставу «Люди на болоті» (1965, Державна премія Української РСР, 1966, реж. А. С. Гутковіч), а також телевистава «Зустріч і розставання» (телефільм «Завеі, снежань», 1979), «Пристрасті епохи» (за романом «Заметіль, грудень», 1989).
Театром імені Янки Купали в 1966 р. був поставлений спектакль «Люди на болоті», Гомельським обласним театром — «Подих грози» (1977), у 1989 р. — «Пристрасті епохи» (за романом «Заметіль, грудень»).

### Фільмографія
- «Люди на болоті» (1981, сценарій — В. Т. Туров, режисер В. Т. Туров, Білорусьфільм)
- «Дихання грози»(1982, сценарій — В. Т. Туров, режисер В. Т. Туров, Білорусьфільм)

## Нагороди і премії
- Два ордена Трудового Червоного Прапора (28.10.1967; 05.02.1971)
- орден «Знак Пошани» (25.02.1955)
- медалі
- Державна премія імені Якуба Коласа (1976, посмертно) — за збірку статей «Життєві клопоти»
- Літературна премія імені Якуба Коласа за роман «Люди на болоті» (1962)

## Пам'ять
- У 1980 році була заснована літературна премія імені Івана Мележа.
- У Мінську, Хойниках, Лельчицях, Гомелі названа вулиця на честь Івана Павловича Мележа.
- У Мінську на будинку по вулиці Я. Купали, 7, де мешкав письменник, встановлено меморіальну таблицю (1978).
- У Гомелі ім'ям письменника названі Білорусько-слов'янська гімназія № 36 і міська бібліотека № 2.
- У 1983 році на батьківщині І. П. Мележа в селі Глинище відкрито меморіальний музей та встановлено погруддя.
- У Хойниках у 2010 році відкрито скульптурну композицію «Сторінками творів Івана Мележа».
- Ім'я Івана Мележа носить Мозирський драматичний театр.
- Іменем Івана Мележа назване велике сільськогосподарське підприємство в Хойницькому районі (КСУП «Імені І. П. Мележа»).
- документальні фільми:
  - «Іван Мележ» (1977, режисер Ю. Лисятов, студія «Літопис», Білорусьфільм);
  - «Іван Мележа» (1990, режисер М. Купеєва, студія «Літопис», Білорусьфільм).
- До 2016 року у Львові існувала вулиця Івана Мележа[7].